# Aminata Gueye (basket-ball, 1954)
Pour les articles homonymes, voir Aminata Gueye et Gueye.
Aminata Gueye est une joueuse sénégalaise de basket-ball, née le 20 mars 1954 à Thiès.

## Biographie
Aminata Gueye joue en équipe du Sénégal féminine de basket-ball dans les années 1970.
Elle dispute le Championnat du monde féminin de basket-ball 1975 à Santiago, où les Sénégalaises terminent 13e, avant de remporter le Championnat d'Afrique féminin de basket-ball 1977 à Dakar.
Elle est ensuite membre de la sélection sénégalaise terminant 12e du Championnat du monde féminin de basket-ball 1979 à Séoul.

## Palmarès

### Équipe nationale
- Médaille d'or au Championnat d'Afrique féminin de basket-ball 1977